# Forhistorisk arkæologi
Forhistorisk arkæologi er den del af arkæologien, der beskæftiger sig med genstande og anlæg ældre end historisk tid, dvs. før vor nuværende skriftlige kultur. Forskingsfeltet beskæftiger sig med alle præ-urbane samfund i hele verden og har en række specialiserede analysemetoder til at genskabe de økologiske tilstande. Studiet af forhistorisk arkæologi afspejler de kulturelle udfordinger og bekymringer ved det moderne samfund ved at vise fortolkninger af perioden mellem økonomisk vækst og politisk stabilitet. Der er også en tæt forbindelse til biologi, biologisk antropologi og geologi. Nogle gange bliver faget omtalt som antropologisk arkæologi, da det indirekte beskæftiger sig med komplekse mønstre.
I Vesteuropa slutter den forhistoriske periode gerne med romernes kolonisering, selvom den andre steder, særligt Egypten og Kina, slutter meget tidligere, og andre steder som Australien slutter meget senere. I Danmark dækker forhistoriske arkæologi jægerstenalder, bondestenalder, bronzealder, jernalder og vikingetiden.
Den tidligste brug af ordet forhistorie kommer fra den franske arkæolog og videnskabsmand Paul Tournal, som brugte ordet i 1831 til at beskrive nogle fund, han havde gjort i en hule, som han havde undersøgt i Bize-Minervois i Sydfrankrig. Det blev ikke en del af det engelske sprog som arkæologisk term før 1851, hvor det blev brugt af den skotsk-canadiske arkæolog Sir Daniel Wilson. Treperiodesystemet er et forsøg på at skabe bedre overblik over kronologien i Europa.
Uden nedskrevne historiske kilder til navne, steder og motiver benytter forhistoriske arkæologer arkæologisk kultur som termer for perioderne. Disse kulturer får arbitrære moderne navne ud fra særlige fundsteder eller genstande fra perioden. Eksempler fra Danmark er ertebøllekultur, brommekultur og tragtbægerkultur, mens nazcakulturen i Sydamerika og induskulturen i Asien er internationale eksempler. Der studeres primært hele kulturer, da individer er anonyme, og derfor er svære at tolke individuelt.
Manglen på konkret viden gør, at meget forskning benytter arkæologisk teori. Forskellige teorier om anvendelsen af genstande eller steder kræver eksempelvis, at arkæologerne bruger en kritisk tilgang til alle fund. Funktionalisme og processualisme er to arkæologiske skoler, der har haft stor indflydelse på faget forhistorisk arkæologi.